# Victor Plouvier
Pour les articles homonymes, voir Plouvier.
Victor Plouvier, né le 2 janvier 1910 à Paris où il est mort le 30 juillet 1999, est un phytochimiste français.

## Biographie
Victor Plouvier naît le 2 janvier 1910, dans le 15e arrondissement de Paris.
Il est l’élève de Marc Bridel (en) au Muséum d’histoire naturelle (chaire de Physique végétale) en 1931. Jacques Rabaté, lors de son intérim à la tête du laboratoire de Physique végétale, l’accueille dans son laboratoire.
En 1934, il devient pharmacien.
En 1941, il soutient sa thèse de doctorat es sciences naturelles présentée à la Faculté des sciences de l'Université de Paris : « Contribution à l'étude biochimique de quelques Rosacées »,,, puis en 1945, il soutient une seconde thèse pour obtenir le grade de docteur d’État en pharmacie : « Étude biochimique de quelques Calycanthacées, Magnoliacées et Rosacées ».
Le 19 décembre 1949, alors chargé de recherches au Centre national de la recherche scientifique (CNRS), il reçoit le prix de la fondation Jean-Baptiste Dumas (3500 Fr) lors de la séance de l'Académie des sciences, pour ses travaux de chimie végétale (rapporteur : M. G. Bertrand).
Victor Plouvier travaille au Muséum national d'histoire naturelle de 1932 à 1992. Il y est titulaire de la chaire de Physique végétale à partir de 1932 puis de la chaire de chimie (en 1936, « Chimie organique et Physique végétale », devenue en 1941 la chaire de « Chimie appliquée aux corps organisés »). À partir de 1954, il est le dernier représentant de la chaire de Physique végétale. En 1960, il devient maître de recherche au CNRS.
Il meurt en 1999 à l’âge de 89 ans, à Paris.

## Travaux
Il fait de nombreux travaux, et est l'un des premiers découvreurs de la chimiotaxonomie.
Il découvre des cyclitols nouveaux : D-quercitol (en), L-pinitol, L-bornésitol (en), D-ononitol (en), liriodendritol, leucanthémitol. Il publie des essais de structure de nouveaux hétérosides ; acidité libre hydrosoluble et dessiccation des végétaux. Il extrait le lutéoside, composé nouveau isolé du Reseda lutea L. (Résédacées).
Il fait l'extraction de polyalcools aliphatiques, de cyclitols et d'hétérosides dans de nombreux groupes botaniques (Gymnospermes, Dicotylédones) ; étude de leur répartition en vue de conclusions chimiotaxinomiques. Il fait la recherche d'hétérosides cyanogénétique, flavoniques, coumariniques, iridoïdes et autres. Il extrait des acides quiniques et shikimique. Il effectue des études d'huiles.
Victor Plouvier relève l’importance de la constitution d’une chimiothèque pour l’enrichissement de la collection de substances organiques d'un laboratoire de chimie. Il maintient une chimiothèque, au Muséum d'histoire naturelle, dans son laboratoire (dont les flacons originaux : l’acide gras de Chevreul, l’ouabaïne d’Arnaud, le sorbose de Gabriel Bertrand...) ainsi qu’un petit musée de matériel de laboratoire,,.

## Décorations
- Commandeur de l'ordre des Palmes académiques (1998)[14]

### Publications
Victor Plouvier a fait de nombreuses publications scientifiques : 148 en anglais et 115 en français, en lien avec la phytochimie.

### Publications autres
- Sur l’enrichissement de la collection de substances organiques du laboratoire de chimie, 1964[13].
- Historique des chaires de Chimie, de Physique végétale et de Physiologie végétale du Muséum d’Histoire naturelle, 1981[3],[11].
- Le pharmacien Camille Charaux (1861-1941), précurseur en phytochimie, bibliographie, Revue d'histoire de la pharmacie, 288, 1991, p. 75-84[lire en ligne].